# Abakainon
Abakainon (altgriechisch Ἀβάκαινον; lateinisch Abacaenum) war eine auf einem steilen Berg gelegene antike Stadt im Nordosten Siziliens bei der heutigen Gemeinde Tripi.
Die ursprünglich sikelische Siedlung kam unter griechischen kulturellen Einfluss. Das Stadtgebiet von Abakainon erstreckte sich anfänglich nördlich bis ans Meer, wurde aber 396 v. Chr. bei der Gründung von Tyndaris durch den Tyrannen Dionysios I. von Syrakus beträchtlich verkleinert. Der Historiker Diodor, der eine bedeutende Quelle für die antike Geschichte Siziliens darstellt, erwähnt Abakainon vor allem bei der Schilderung von militärischen Auseinandersetzungen zwischen Syrakus und Karthago; so besiegte etwa Dionysios I. 393 v. Chr. bei Abakainon den karthagischen Feldherrn Mago, der 800 Mann verlor. Demnach war der Ort noch längere Zeit ein wichtigerer Platz, wird aber seit der Zeit des Königs Hieron II. von Syrakus nicht mehr in den literarischen Quellen genannt. Wahrscheinlich war die steigende Prosperität des benachbarten Tyndaris an Abakainons Niedergang schuld. Allerdings erwähnt es Ptolemäus, sodass es noch während der römischen Kaiserzeit existierte.

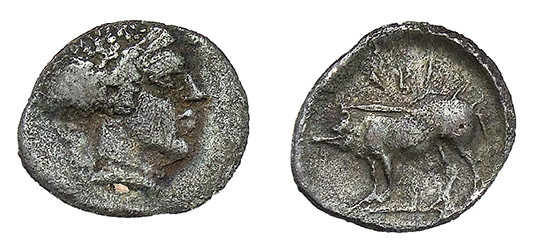
Münze von Abakainon im Münzkabinett Berlin mit Eber

Antike Überreste der Stadt am Fuß jenes Hügels, auf dem das heutige Tripi liegt, fand bereits der italienische Dominikaner und Historiker Tommaso Fazello im 16. Jahrhundert. Silber- und Kupfermünzen der Stadt lassen sich von Mitte des 5. bis Ende des 3. Jahrhunderts v. Chr. nachweisen, die Typen (Eber und Eichel) deuten auf Viehzucht in den nahegelegenen großen Wäldern. Abakainon wird auch im Verzeichnis der Theodorokoi aus Delphi genannt (frühes 2. Jahrhundert v. Chr.).